# 1974 en arts plastiques
| Années des arts plastiques : 1971 - 1972 - 1973 - 1974 - 1975 - 1976 - 1977    |
| Décennies des arts plastiques : 1940 - 1950 - 1960 - 1970 - 1980 - 1990 - 2000 |

Cette page concerne l'année 1974 en arts plastiques.

## Œuvres
- Transformation du cône intérieur du Cratère Roden en œuvre de land art par James Turrell.

## Événements
- 24 février : inauguration du Musée d'art contemporain de Caracas Sofía Ímber — désormais raccourci à Musée d'art contemporain de Caracas, au Venezuela.

## Naissances
- 3 juin : Myriam Mechita, artiste plasticienne française.
- 3 juin : Hafid Marbou, artiste plasticien contemporain marocain.
- Date précise non renseignée ou inconnue :
  - Banksy, street artist et sculpteur britannique.
  - Byung Chul Kim, artiste sud-coréen qui vit en Allemagne depuis 2004.

## Décès
- 2 janvier : André Beauce peintre français (° 23 mai 1911),
- 6 janvier :
  - René Lala-Gaillard, peintre français (° 5 mai 1893),
  - David Alfaro Siqueiros, peintre et militaire mexicain (° 29 décembre 1896),
- 7 janvier : Paul Ayshford Methuen, zoologiste et peintre britannique (° 29 septembre 1886),
- 20 janvier : Joseph Orcesi, aquarelliste français (° 2 juillet 1882),
- 21 janvier : Louise Cottin, peintre française (° 22 décembre 1907),
- 22 janvier : Marguerite Allar, peintre et dessinatrice française (° 1er août 1899),
- 27 janvier : Carlo Zinelli, peintre italien (° 2 juillet 1916),
- 3 février : Georges Pilley, peintre français (° 16 octobre 1885),
- 7 février : Géa Augsbourg, peintre, illustrateur et dessinateur de presse suisse (° 11 janvier 1902),
- 13 février : Petar Lubarda, peintre serbe puis yougoslave (° 27 juillet 1907),
- 22 février : Jacques Nam, dessinateur, graveur, peintre et sculpteur français (° 11 septembre 1881),
- 8 mars : Willem van Leusden, peintre néerlandais (° 25 septembre 1886),
- 9 mars : Luigi Zuccheri, peintre et illustrateur italien (° 13 mars 1904),
- 10 mars : Jacques Simon, peintre et vitrailliste français (° 10 mars 1890),
- 12 mars : Oleksiy Chovkounenko, peintre russe puis soviétique (° 21 mars 1884),
- 16 mars : Germaine Desgranges, sculptrice et peintre française (° 13 novembre 1892),
- 18 mars : Tito Salas, peintre vénézuélien (° 8 mai 1887),
- 22 mars : Heihachirō Fukuda, peintre nihonga et designer japonais (° 28 février 1892),
- 15 avril : Pierre Dmitrienko, peintre, graveur et sculpteur français (° 20 avril 1925),
- 18 avril : Oural Tansikbayev, peintre soviétique, kazakh et ouzbek (° 1er janvier 1904),
- 24 avril : Luc Hueber, peintre français (° 27 septembre 1888),
- 25 avril : Adrian Kaploun, peintre, graphiste et graveur russe puis soviétique (° 27 août 1887),
- 2 mai : Théo Eblé, peintre suisse (° 1er juin 1899),
- 17 mai : Refik Epikman, peintre turc (° 1902),
- 20 mai : Léon Delarbre, peintre français et conservateur du musée de la ville de Belfort (° 30 octobre 1889),
- 30 mai : François Angeli, peintre et graveur français (° 13 février 1890),
- 16 juin : Đào Sĩ Chu, peintre vietnamien (° 20 septembre 1911),
- 18 juin : Jean Peyrissac, peintre et plasticien français (° 29 septembre 1895),
- 22 juin : Michel Frechon, peintre français de l'École de Rouen (° 30 août 1892),
- 23 juin : Louise Le Vavasseur, illustratrice et peintre française (° 29 octobre 1891),
- 29 juin : Xavier Guerrero, peintre mexicain (° 3 décembre 1896),
- 1er juillet :
  - Emilio Maria Beretta, peintre suisse (° 27 mars 1907),
  - Frédéric Luce, peintre français (° 19 juillet 1896),
- 8 juillet : Willy Eisenschitz, peintre français d'origine autrichienne (° 27 octobre 1889),
- 9 juillet : Charles Descoust, peintre français (° 24 avril 1882),
- 12 juillet : Georges Annenkov, peintre, décorateur de cinéma et costumier russe puis soviétique (° 18 juillet 1889),
- 14 juillet : Henri Lachièze-Rey, peintre français (° 26 décembre 1927),
- 8 août : Chihiro Iwasaki, peintre et illustratrice japonaise (° 15 décembre 1918),
- 11 août : Robert Gilles Plantey, peintre français (° 12 septembre 1881),
- 23 août : Pierre Bobot, laqueur français (° 16 février 1902),
- 28 août : Adrien Sénéchal, peintre français (° 5 juillet 1895),
- 30 août : Lilla Minnie Perry, peintre de paysages irlandaise (° 10 juin 1888),
- 3 septembre : Roger de la Corbière, peintre paysagiste français (° 22 juillet 1893),
- 5 septembre : Jean Julien, peintre français (° 12 mai 1888),
- 15 septembre : Ikuma Arishima, romancier, essayiste et peintre japonais (° 26 novembre 1882),
- 16 septembre : Jean Pierné, peintre et illustrateur français (° 20 juin 1891),
- 17 septembre :
  - Geneviève Bouts Réal del Sarte, peintre française (° 21 mars 1896),
  - André Dunoyer de Segonzac, peintre, graveur et illustrateur français (° 7 juillet 1884),
- 29 septembre :
  - Robert Gall, peintre français (° 8 janvier 1904),
  - Maurice F. Perrot, peintre français (° 2 janvier 1892),
- 13 octobre : Reuven Rubin, peintre israélien originaire de Roumanie (° 13 novembre 1893),
- 20 octobre : Maurice Blond, de son vrai nom Moïse Blumenkrantz, peintre et lithographe polonais (° 18 juin 1899),
- 1er novembre : František Muzika, pédagogue, peintre, scénographe, typographe, illustrateur, artiste graphique et enseignant austro-hongrois puis tchécoslovaque (° 26 juin 1900),
- 4 novembre : Edgar Fernhout, peintre néerlandais (° 17 août 1912),
- 5 novembre : Madeleine Bunoust, peintre française (° 19 juillet 1885),
- 7 novembre : Émilie Charmy, peintre française (° 2 avril 1878),
- 8 novembre : Max Band, peintre lituanien (° 21 août 1901),
- 15 novembre : François-Martin Salvat, peintre, graveur et illustrateur français (° 12 juillet 1892),
- 20 novembre : Jean de La Fontinelle, peintre et illustrateur français (° 8 décembre 1900),
- 23 novembre : Yvonne Diéterle, sculptrice et peintre française (° 7 mars 1882),
- 27 novembre : Louise Morel, peintre française (° 18 décembre 1898),
- 2 décembre : Paul Coze, peintre, illustrateur, ethnologue et écrivain français (° 29 juillet 1903),
- 3 décembre : Maurice Toussaint, peintre, dessinateur et illustrateur français (° 5 septembre 1882),
- 8 décembre : Nadejda Leontievna Benois, peintre, illustratrice, graphiste et décoratrice de théâtre russe puis soviétique (° 17 mai 1896),
- 21 décembre : Rex Barrat, peintre, dessinateur et illustrateur français (° 9 avril 1914),
- 24 décembre : Thérèse Debains, peintre française (° 25 mars 1897),
- 30 décembre :
  - Alice Halicka, peintre et dessinatrice polonaise naturalisée française (° 20 décembre 1889),
  - Graciano Nepomuceno, sculpteur philippin (° 18 décembre 1881),
- 31 décembre : Jean Lefeuvre, peintre paysagiste français (° 6 août 1882),
- ? :
  - Jean Collet, peintre français (° 1886),
  - Gio Colucci, peintre, graveur, illustrateur, céramiste et sculpteur italien (° 1892),
  - Fernando Gerassi, peintre turc et espagnol (° 5 octobre 1899),
  - Boris Pastoukhoff, peintre d'origine russe (° 1894),
  - Lucien Potronat, peintre et aquarelliste français (° 1889),
  - Mohammed Saleh Zaki, peintre irakien (° 1888).